# Altoufievo (métro de Moscou)
Pour l’article homonyme, voir Altoufievo.
Altoufievo (en russe : Алтуфьево et en anglais : Altufyevo) est une station de la ligne Serpoukhovsko-Timiriazevskaïa (ligne 9 grise) du métro de Moscou, située sur le territoire du raïon Bibirevo dans le district administratif nord-est de Moscou.

## Situation sur le réseau
Établie en souterrain, à 9 mètres sous le niveau du sol, la station terminus Altoufievo est située au point 0170+60 de la ligne Serpoukhovsko-Timiriazevskaïa (ligne 9 grise), avant la station Bibirevo (en direction de Boulvar Dmitria Donskogo).
Station terminus, elle dispose d'un prolongement de ses deux voies en impasses avec une jonction entre les tunnels et deux autres voies de garage.